# Zatoka Küdema
Zatoka Küdema (est. Küdema laht, dawna niemiecka nazwa: Kidemetz-Bucht) – zatoka Morza Bałtyckiego przy największej wyspie Estonii – Saremie. Znajduje się w jej  północno–zachodniej części.
Powierzchnia zatoki wynosi 1923 ha. Długość wynosi od 18 do 25 km, a szerokość od 3 do 5 km. W jej wodach znajduje się wiele wysp, spośród których nazwane są 3: Laidu, Kärturaun i Torniraun. Nad wodami zatoki położony jest należący do kompleksu portu w Tallinnie port Saaremaa.
Miejscowość Küdema, od której wzięła nazwa zatoka, leży około kilometra w głąb lądu.
Do zatoki uchodzą rzeki Tirtsi, Mustjõgi i Võrkejõgi.